# Derek Harper
Derek Ricardo Harper (Elberton, 13 ottobre 1961) è un ex cestista statunitense, professionista nella NBA.

## Carriera
È stato selezionato dai Dallas Mavericks al primo giro del Draft NBA 1983 (11ª scelta assoluta).

## Statistiche

### NBA

#### Regular Season
| Anno      | Squadra          | PG    | PT  | MP   | TC%  | 3P%  | TL%  | RP  | AP  | PRP | SP  | PP   |
| --------- | ---------------- | ----- | --- | ---- | ---- | ---- | ---- | --- | --- | --- | --- | ---- |
| 1983-1984 | Dallas Mavericks | 82    | 1   | 20,9 | 44,3 | 11,5 | 67,3 | 2,1 | 2,9 | 1,2 | 0,3 | 5,7  |
| 1984-1985 | Dallas Mavericks | 82    | 1   | 27,0 | 52,0 | 34,4 | 72,1 | 2,4 | 4,4 | 1,8 | 0,5 | 9,6  |
| 1985-1986 | Dallas Mavericks | 79    | 39  | 27,2 | 53,4 | 23,5 | 74,7 | 2,9 | 5,3 | 1,9 | 0,3 | 12,2 |
| 1986-1987 | Dallas Mavericks | 77    | 76  | 33,2 | 50,1 | 35,8 | 68,4 | 2,6 | 7,9 | 2,2 | 0,3 | 16,0 |
| 1987-1988 | Dallas Mavericks | 82    | 82  | 37,0 | 45,9 | 31,3 | 75,9 | 3,0 | 7,7 | 2,0 | 0,4 | 17,0 |
| 1988-1989 | Dallas Mavericks | 81    | 81  | 36,6 | 47,7 | 35,6 | 80,6 | 2,8 | 7,0 | 2,1 | 0,5 | 17,3 |
| 1989-1990 | Dallas Mavericks | 82    | 82  | 36,7 | 48,8 | 37,1 | 79,4 | 3,0 | 7,4 | 2,3 | 0,3 | 18,0 |
| 1990-1991 | Dallas Mavericks | 77    | 77  | 37,4 | 46,7 | 36,2 | 73,1 | 3,0 | 7,1 | 1,9 | 0,2 | 19,7 |
| 1991-1992 | Dallas Mavericks | 65    | 64  | 34,6 | 44,3 | 31,2 | 75,9 | 2,6 | 5,7 | 1,6 | 0,3 | 17,7 |
| 1992-1993 | Dallas Mavericks | 62    | 60  | 34,0 | 41,9 | 39,3 | 75,6 | 2,0 | 5,4 | 1,3 | 0,3 | 18,2 |
| 1993-1994 | Dallas Mavericks | 28    | 28  | 31,9 | 38,0 | 35,2 | 56,0 | 2,0 | 3,5 | 1,6 | 0,1 | 11,6 |
| 1993-1994 | N.Y. Knicks      | 54    | 27  | 24,3 | 43,0 | 36,7 | 74,3 | 1,6 | 4,4 | 1,5 | 0,1 | 8,6  |
| 1994-1995 | N.Y. Knicks      | 80    | 80  | 34,0 | 44,6 | 36,3 | 72,4 | 2,4 | 5,7 | 1,0 | 0,1 | 11,5 |
| 1995-1996 | N.Y. Knicks      | 82    | 82  | 35,3 | 46,4 | 37,2 | 75,7 | 2,5 | 4,3 | 1,6 | 0,1 | 14,0 |
| 1996-1997 | Dallas Mavericks | 75    | 29  | 29,5 | 44,4 | 34,1 | 74,2 | 1,8 | 4,3 | 1,2 | 0,2 | 10,0 |
| 1997-1998 | Orlando Magic    | 66    | 45  | 26,7 | 41,7 | 36,0 | 69,6 | 1,6 | 3,5 | 1,1 | 0,2 | 8,6  |
| 1998-1999 | L.A. Lakers      | 45    | 29  | 24,9 | 41,2 | 36,8 | 81,3 | 1,5 | 4,2 | 1,0 | 0,1 | 6,9  |
| Carriera  | Carriera         | 1.199 | 883 | 31,5 | 46,3 | 35,4 | 74,5 | 2,4 | 5,5 | 1,6 | 0,3 | 13,3 |

#### Playoffs
| Anno     | Squadra          | PG | PT | MP   | TC%  | 3P%  | TL%  | RP  | AP  | PRP | SP  | PP   |
| -------- | ---------------- | -- | -- | ---- | ---- | ---- | ---- | --- | --- | --- | --- | ---- |
| 1984     | Dallas Mavericks | 10 | -  | 22,6 | 38,9 | 37,5 | 71,4 | 2,0 | 2,8 | 1,1 | 0,2 | 5,0  |
| 1985     | Dallas Mavericks | 4  | 0  | 33,0 | 47,6 | 33,3 | 71,4 | 3,0 | 5,0 | 1,5 | 0,3 | 6,5  |
| 1986     | Dallas Mavericks | 10 | 10 | 34,8 | 53,3 | 57,1 | 75,0 | 1,9 | 7,6 | 2,3 | 0,0 | 13,4 |
| 1987     | Dallas Mavericks | 4  | 4  | 30,8 | 50,0 | 22,2 | 80,0 | 3,0 | 6,8 | 1,8 | 0,0 | 16,5 |
| 1988     | Dallas Mavericks | 17 | 17 | 35,4 | 44,1 | 25,0 | 72,9 | 2,5 | 7,1 | 1,9 | 0,3 | 13,5 |
| 1990     | Dallas Mavericks | 3  | 3  | 39,7 | 43,8 | 31,3 | 68,8 | 2,7 | 7,7 | 1,3 | 0,0 | 19,3 |
| 1994     | N.Y. Knicks      | 23 | 22 | 32,6 | 42,9 | 34,1 | 64,3 | 2,3 | 4,5 | 1,8 | 0,0 | 11,4 |
| 1995     | N.Y. Knicks      | 11 | 11 | 35,3 | 51,4 | 57,4 | 75,0 | 3,5 | 5,6 | 1,0 | 0,1 | 14,3 |
| 1996     | N.Y. Knicks      | 8  | 8  | 36,6 | 35,4 | 31,4 | 73,3 | 2,1 | 4,8 | 1,3 | 0,1 | 10,0 |
| 1999     | L.A. Lakers      | 7  | 0  | 16,1 | 41,9 | 10,0 | 50,0 | 1,4 | 2,1 | 0,3 | 0,0 | 4,3  |
| Carriera | Carriera         | 97 | 75 | 31,9 | 44,9 | 36,5 | 71,2 | 2,4 | 5,3 | 1,5 | 0,1 | 11,3 |

## Palmarès
- McDonald's All-American Game (1980)
- NCAA AP All-America Second Team (1983)
- 2 volte NBA All-Defensive Second Team (1987, 1990)
- Ventottesimo per numero di assist di sempre NBA
- Quindicesimo miglior giocatore per palle rubate di sempre NBA